# Andrew Strong
Andrew Strong (* 14. November 1973 in Dublin, Irland) ist ein irischer Sänger.
Bekannt wurde Andrew Strong als Frontmann Deco Cuffe der Gruppe Commitments im gleichnamigen Film von 1991; er veröffentlichte inzwischen einige Solo-Alben.

## Alben
- Strong (1993)
- Out of Time (2000)
- Gypsy's kiss (2002)
- Greatest Hits (2005)